# Поле чудес (фільм, 1989)
Поле його мрії (англ. Field of Dreams) — американська драма 1989 року.

## Сюжет
Фермер з Айови Рей Кінселла починає чути голоси, які із заростей кукурудзи кажуть йому: «Побудуй його, і він прийде!». Він вирішує, що повинен побудувати на місці кукурудзи бейсбольне поле. Незабаром на майданчику починають з'являтися люди, але бачить їх лише Рей, його дружина і дочка. Це легендарні померлі гравці, які з тих чи інших причин, виявилися відлучені свого часу від бейсболу. Решта не бачать цих привидів. Не бачить їх і брат дружини Рея — Марк, який вважає, що Рей з'їхав з глузду, бо через свої вигадки він близький до банкрутства. Рею доводиться пуститися в довгу подорож і звернутися до спогадів з далекого дитинства. Зрештою всі змогли побачити гравців на чарівному полі. Також на полі з'являється батько Рея в образі молодого гравця.

## У ролях
| Актор            | Роль                  |
| ---------------- | --------------------- |
| Кевін Костнер    | Рей Кінселла          |
| Рей Ліотта       | Джо Джексон           |
| Берт Ланкастер   | доктор Арчибальд Грем |
| Джеймс Ерл Джонс | Теренс Манн           |
| Емі Медіган      | Енні Кінселла         |
| Габі Гоффманн    | Керін Кінселла        |
| Тімоті Басфілд   | Марк                  |
| Френк Вейлі      | Арчі Грем             |
| Дуайр Браун      | Джон Кінселла         |
| Арт Лафлер       | Чік Генділ            |